# 로드아일랜드주의 기

로드아일랜드 주의 기

로드아일랜드의 기는 로드아일랜드주의 깃발이다.
하얀 바탕에 13개의 별과 닻이 새겨져 있으며, 13개의 별은 로드아일랜드 주가 미국의 13번째로 가입한 주를 의미하고, 닻은 로드아일랜드 주의 상징물이다.

## 과거의 기

1877~1882년
1882~1897년

## 같이 보기
- 로드아일랜드주